# Valeriana celtica
Valeriana celtica es una especie de planta con flores de la antigua familia Valerianaceae, ahora subfamilia Valerianoideae. Según el libro "Die Flora alpina" (Aeschimann 2004) en esta especia hay dos subespecies, la céltica habita en los Alpes Grayos y Alpes Peninos, y la nórica que crece exclusivamente en los alpes orientales (zona originaria de la población celta Baviera-Austria) en suelos calcáreos y en alturas entre 1800 y 3300 m.

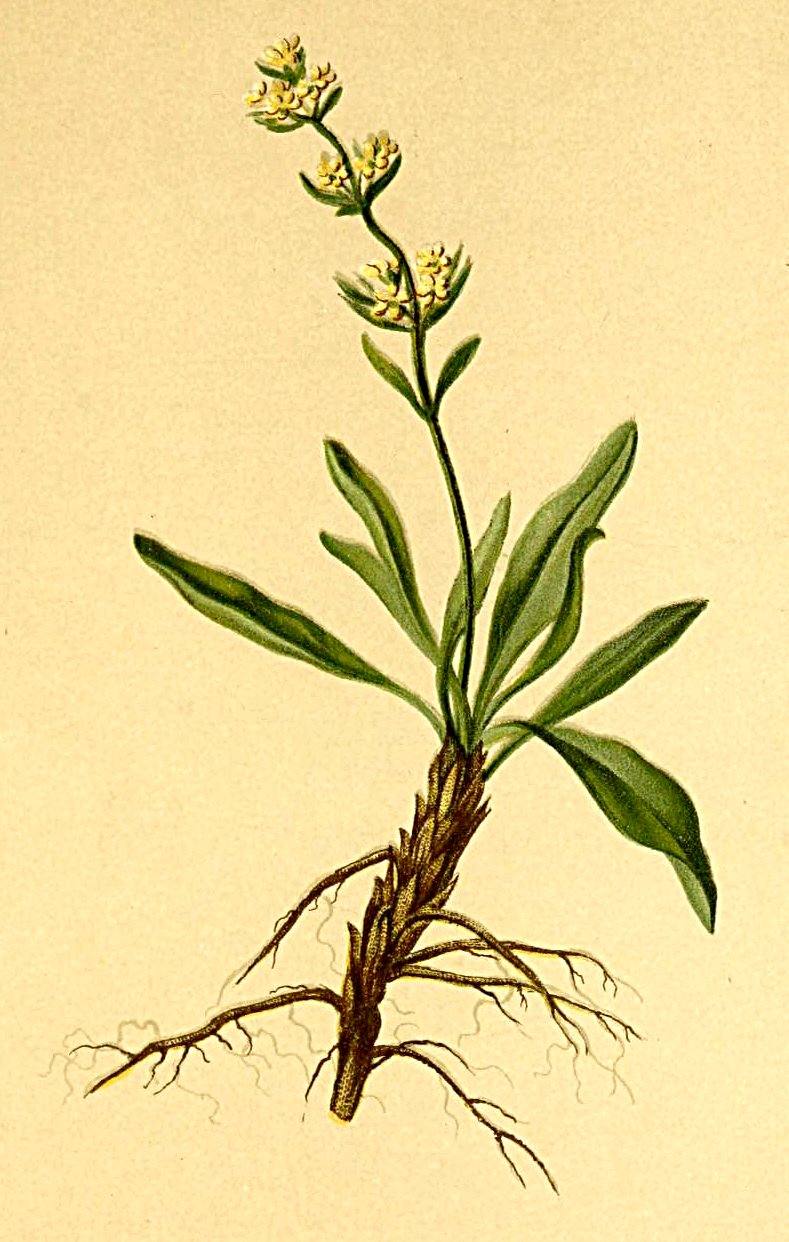
Ilustración

## Descripción
Es una planta de raíz perenne y tuberosa con numerosas raicillas de color marrón oscuro. El tallo es hueco, erecto y mide hasta 50 cm de altura. Las hojas basales forman una roseta y las otras son pinnadas y opuestas con largos peciolos. Las flores son de color rosado o blancas, pequeñas y olorosas agrupadas en umbelas terminales. La corola tiene forma de embudo y cinco segmentos cóncavos iguales.

## Taxonomía
Valeriana caucasica fue descrita por  Carlos Linneo y publicado en Sp. Pl. 1: 32. 1753
Etimología
Valeriana: nombre genérico derivado del latín medieval ya sea en referencia a los nombres de Valerio (que era un nombre bastante común en Roma, Publio Valerio Publícola es el nombre de un cónsul en los primeros años de la República), o a la provincia de Valeria, una provincia del imperio romano,  o con la palabra valere, "para estar sano y fuerte" de su uso en la medicina popular para el tratamiento del nerviosismo y la histeria.
celtica: epíteto que significa celta.
Sinonimia
- Valeriana celtica subsp. pennina Vierh.
- Valeriana saxatilis Vill.
- Valeriana verticillata Clairv.[3]

## Nombres comunes
- azumbar, espica céltica, nardo céltico.[4]